# Tobang
Tobang is een bestuurslaag in het regentschap Mandailing Natal van de provincie Noord-Sumatra, Indonesië. Tobang telt 392 inwoners (volkstelling 2010).